# Gra w marynarza
Gra w marynarza – gra losowa, której celem jest wybranie spośród grupy ludzi jednej osoby.
W grze biorą udział co najmniej dwie osoby. Przed rozpoczęciem gry należy ustalić kto będzie odliczał i na kim odliczanie się rozpocznie. Uczestnicy ustawiają się w kole, chowają ręce za plecami i na umówiony sygnał pokazują dowolną liczbę palców. Następnie liczba wszystkich pokazanych palców jest sumowana i odliczana od wybranej na początku osoby. Wybrany zostaje ten uczestnik, na którym odliczanie się zakończy. W zależności od tego w jakim celu gra się w marynarza, osoba wskazana jest uznawana za zwycięzcę bądź za przegranego.